# Stunna 4 Vegas
Khalick Antonio Caldwell (nascido em 1 de janeiro de 1996), mais conhecido como Stunna 4 Vegas (anteriormente estilizado como $tunna 4 Vegas), é um rapper americano. Atualmente, ele assinou contrato com o também rapper da Carolina do Norte, DaBaby, pelo selo Billion Dollar Baby Entertainment. Seus singles mais populares são "Animal", com DaBaby, e "Up The Smoke", com Offset.
Outros singles de sucesso incluem "Ashley", também com DaBaby, "Tomorrow" com Moneybagg Yo e "Do Dat" com DaBaby e Lil Baby. Seu álbum de estreia, BIG 4X, foi lançado em 10 de maio de 2019. Ele alcançou a posição de número 50 na Billboard 200. Seu segundo álbum de estúdio, Rich Youngin, foi lançado em 17 de janeiro de 2020. Estreou na posição de número 29 na Billboard 200.
Ele é primo do jogador defesivo Javon Hargrave do Philadelphia Eagles.

## Carreira

### 2018: "Animal" e assinando com a gravadora de DaBaby
No final de setembro de 2018, Caldwell lançou a faixa "Animal", que apresentava o colega rapper da Carolina do Norte, DaBaby. A faixa ganhou popularidade depois de ser postada no canal de DaBaby. Caldwell assinou contrato com a gravadora de DaBaby, Billion Dollar Baby Entertainment, e participou de sua faixa "4X" produzida pelo Produtor 20 (Igot20onmybeat) de sua mixtape Blank Blank de novembro de 2018.

### 2019: Novo e sucesso e álbum de estreia
Caldwell participou da faixa "Joggers" de DaBaby de seu álbum de estreia, Baby on Baby, em março de 2019. Ele então apareceu na mixtape Unfuccwitable de Asian Da Brat de 2019, na faixa "I Love It".
Em maio de 2019, Caldwell assinou com a Interscope Records. Ele então lançou seu álbum de estreia pelo selo BIG 4X, em 10 de maio de 2019. O álbum continha participações de DaBaby, Offset, NLE Choppa, Young Nudy e Lil Durk. O álbum alcançou a posição de número 50 na Billboard 200 e recebeu críticas positivas.
Nos meses seguintes, ele lançou singles como "Tomorrow" com Moneybagg Yo, "Flintstones" com BannUpPrince, "Boat 4 Vegas" com Lil Yachty, "Up The Smoke" com Offset e "Long". Ele revelou o nome do álbum durante uma entrevista ao site de música Groovy Tracks. Em setembro de 2019, ele participou da faixa "Really" do segundo álbum de estúdio de DaBaby, Kirk. A canção estreou e alcançou a posição de número 63 na Billboard Hot 100, tornando-se a primeira entrada de Caldwell no Hot 100.

### 2020:Rich Youngin
Em 17 de janeiro de 2020, Caldwell lançou seu segundo álbum de estúdio, Rich Youngin. Incluía participações de DaBaby, Lil Baby, Blac Youngsta e Offset. Ele alcançou a posição de númeor 29 na Billboard 200. O álbum recebeu críticas indiferentes dos especialistas.
Em fevereiro de 2020, Caldwell ganhou seu primeiro single nas paradas da Billboard como artista principal e seu segundo single nas paradas no geral, com "Go Stupid" estreando e chegando a posição de número 60 na Billboard Hot 100. Em 27 de julho de 2020, Stunna 4 Vegas lançou uma colaboração com DaBaby intitulada "No Dribble". Mais tarde, em novembro de 2020, Caldwell lançou seu terceiro álbum de estúdio, Welcome to 4 Vegas, que incluiu participações de DaBaby, Murda Beatz, Toosii e Ola Runt e não chegou às paradas.

## Discografia

### Álbuns de estúdio
| Título             | Detalhes do Álbum | Melhor posição nas paradas | Melhor posição nas paradas | Melhor posição nas paradas |
| Título             | Detalhes do Álbum | US                         | US R&B/HH                  | US Rap                     |
| ------------------ | --- | -------------------------- | -------------------------- | -------------------------- |
| Big 4x             | - Lançado em: 8 de maio de 2019 - Gravadora: Billion Dollar Baby, Interscope - Formatos: CD, download digital, streaming      | 50                         | 27                         | 24                         |
| Rich Youngin       | - Lançado em: 17 de janeiro de 2020 - Gravadora: Billion Dollar Baby, Interscope - Formatos: CD, download digital, streaming  | 29                         | 16                         | 16                         |
| Welcome to 4 Vegas | - Lançado em: 27 de novembro de 2020 - Gravadora: Billion Dollar Baby, Interscope - Formatos: CD, download digital, streaming | —                          | —                          | —                          |

### Mixtapes
| Título           | Detalhes da mixtape                                                                                |
| ---------------- | -------------------------------------------------------------------------------------------------- |
| Boot Up          | - Lançado em: 13 de janeiro de 2017 - Gravadora: Indepente - Formatos: Download Digital            |
| Stunna Season    | - Lançado em: 26 de abril de 2017 - Gravadora: Indepente - Formatos: Download Digital              |
| Young Nigga Shit | - Lançado em: 25 de setembro de 2017 - Gravadora: Indepente - Formatos: Download Digital           |
| 4 Way or No Way  | - Lançado em: 26 de janeiro de 2018 - Gravadora: Indepente - Formatos: Download Digital, streaming |
| Stunna Season 2  | - Lançado em: 3 de setembro de 2018 - Gravadora: Indepente - Formatos: Download Digital, streaming |

### EP's
| Título                      | Detalhes do EP                                                              |
| --------------------------- | --------------------------------------------------------------------------- |
| B4 Stunna Season 2          | - Lançado em: setembro de 2018 - Gravadora: Indepente - Formatos: Streaming |
| Slime Talk 1 (com Fat Dave) | - Lançado em: janeiro de 2019 - Gravadora: Indepente - Formatos: Streaming  |

### Singles

#### Como artista principal
| Título                                                   | Ano  | Melhor posição nas paradas | Melhor posição nas paradas | Melhor posição nas paradas | Melhor posição nas paradas | Melhor posição nas paradas | Certificações      | Álbum                     |
| Título                                                   | Ano  | US                         | US R&B/HH                  | CAN                        | IRE                        | NZ Hot                     | Certificações      | Álbum                     |
| -------------------------------------------------------- | ---- | -------------------------- | -------------------------- | -------------------------- | -------------------------- | -------------------------- | ------------------ | ------------------------- |
| "Animal" (participação de DaBaby)                        | 2018 | —                          | —                          | —                          | —                          | —                          |                    | Não presente em álbums    |
| "Hell Yea"                                               | 2019 | —                          | —                          | —                          | —                          | —                          |                    | Não presente em álbums    |
| "Billion Dollar Baby Freestyle" (participação de DaBaby) | 2019 | —                          | —                          | —                          | —                          | —                          |                    | Não presente em álbums    |
| "Rap Game Lebron"                                        | 2019 | —                          | —                          | —                          | —                          | —                          |                    | Não presente em álbums    |
| "Goner" (com Blacc Zacc)                                 | 2019 | —                          | —                          | —                          | —                          | —                          |                    | Trappin Like Zacc         |
| "Ashley" (participação de DaBaby)                        | 2019 | —                          | —                          | —                          | —                          | —                          |                    | Big 4x                    |
| "Mr. 1 Take Freestyle" (com Chophouze)                   | 2019 | —                          | —                          | —                          | —                          | —                          |                    | Não presente em álbums    |
| "Boat 4 Vegas" (participação de Lil Yachty)              | 2019 | —                          | —                          | —                          | —                          | —                          |                    | Não presente em álbums    |
| "Up the Smoke" (com Offset)                              | 2019 | —                          | —                          | —                          | —                          | —                          |                    | Rich Youngin              |
| "Do Dat" (participação de DaBaby and Lil Baby)           | 2020 | —                          | —                          | —                          | —                          | —                          |                    | Rich Youngin              |
| "Change My Life" (com Blac Youngsta)                     | 2020 | —                          | —                          | —                          | —                          | —                          |                    | Rich Youngin              |
| "Go Stupid" (com Polo G e NLE Choppa)                    | 2020 | 60                         | 29                         | 28                         | 97                         | 16                         | - RIAA: 2× Platina | The Goat                  |
| "Freestyle"                                              | 2020 | —                          | —                          | —                          | —                          | —                          |                    | Não presente em álbums    |
| "No Dribble" (com DaBaby)                                | 2020 | 92                         | 36                         | —                          | —                          | —                          |                    | Blame It on Baby (Deluxe) |
| "Gun Smoke"                                              | 2020 | —                          | —                          | —                          | —                          | —                          |                    | Welcome to 4 Vegas        |
| "4Risk"                                                  | 2020 | —                          | —                          | —                          | —                          | —                          |                    |                           |
| What It Do                                               | 2021 | -                          | -                          | -                          | -                          | -                          |                    |                           |

| Título                                                                         | Ano  | Álbum                  |
| ------------------------------------------------------------------------------ | ---- | ---------------------- |
| "Casper" (Jonah Raine com participação de Stunna 4 Vegas)                      | 2018 | Não presente em álbum  |
| "Fisherman" (Carus2cold com participação de Stunna 4 Vegas)                    | 2019 | Pack Life              |
| "The Wave" (Semi Sixteenz com participação de Stunna 4 Vegas)                  | 2019 | Não presente em álbums |
| "Reloaded" (King Pin com participação de Project Pat & Stunna 4 Vegas)         | 2019 | Não presente em álbums |
| "Mana" (St0n3 com participação de Stunna 4 Vegas)                              | 2019 | Não presente em álbums |
| "High Horse" (Teyg com participação de Stunna 4 Vegas)                         | 2019 | Não presente em álbums |
| "Peephole" (Boogatti Boy com participação de Stunna 4 Vegas)                   | 2019 | Não presente em álbums |
| "No Cap Zone" (Succeed Phlyguy com participação de DaBaby & Stunna 4 Vegas)    | 2019 | Não presente em álbums |
| "Pop Out" (Chop Mobb com participação de Cash Hakavelli & Stunna 4 Vegas)      | 2019 | Não presente em álbums |
| "Big Racks" (Producer 20 com participação de 2 Lettaz OZ & Stunna 4 Vegas)     | 2019 | Não presente em álbums |
| "Blitz" (Liljaysoicy com participação de Stunna 4 Vegas)                       | 2019 | No Risk No Reward      |
| "Mitchell & Ness" (Fat Dave com participação de Stunna 4 Vegas)                | 2019 | Não presente em álbums |
| "Talk Yo Shit" (Blaatina com participação de Stunna 4 Vegas)                   | 2019 | Não presente em álbums |
| "Crank Up 2.0" (Dee Mula com participação de Moneybagg Yo & Stunna 4 Vegas)    | 2019 | Não presente em álbums |
| "Four's Up" (Dunny Kamakazi com participação de Stunna 4 Vegas)                | 2019 | Não presente em álbums |
| "All I Know" (CashMoneyAP com participação de Rich the Kid and Stunna 4 Vegas) | 2019 | Não presente em álbums |
| "Back to Back" (Trap $wagg com participação de Stunna 4 Vegas)                 | 2019 | Não presente em álbums |
| "No Case" (Dubie com participação de Stunna 4 Vegas)                           | 2019 | Não presente em álbums |
| "Cream On Her Top" (SneakThePiper com participação de Stunna 4 Vegas)          | 2019 | Não presente em álbums |
| "Nawfside Menace" (MigoDeuce com participação de Stunna 4 Vegas)               | 2019 | Não presente em álbum  |
| "Pack In" (Silk Dollar com participação de Stunna 4 Vegas)                     | 2020 | ASA                    |
| "Get On Yo Shit" (Bloxk Rixh Fendi com participação de Stunna 4 Vegas)         | 2020 | ASA                    |

### Other charted songs
| Título                                               | Ano  | Melhor posição nas paradas | Melhor posição nas paradas | Álbum |
| Título                                               | Ano  | US                         | US R&B/HH                  | Álbum |
| ---------------------------------------------------- | ---- | -------------------------- | -------------------------- | ----- |
| "Really" (DaBaby com participação de Stunna 4 Vegas) | 2019 | 63                         | 30                         | Kirk  |

### Participações em videoclipes
| Título                | Ano  | Outro artistas | Álbum                    |
| --------------------- | ---- | -------------- | ------------------------ |
| "Joggers"             | 2019 | DaBaby         | Baby on Baby             |
| "I Love It"           | 2019 | Asian Da Brat  | Unfuccwitable            |
| "Beast In The Studio" | 2019 | BannUpPrince   | Bos Talk                 |
| "Really"              | 2019 | DaBaby         | Kirk                     |
| "Brand New"           | 2019 | Yungeen Ace    | Step Harder              |
| "Fuck Nigga (Remix)"  | 2020 | TLE Cinco      | Self Conscious           |
| "All I Know (Remix)"  | 2020 | 704Chop        | Loyalty Means Everything |